# حمود البراهيم
حمود البراهيم (1939 - 14 نوفمبر 2020) رجل أعمال سعودي ومؤسس أسواق بنده في السعودية وسلسلة مطاعم هرفي.

## عن حياته
ولد عام 1939 في منطقة الرياض بحي الملز يعتبر حمود أول من أدخل الوجبات السريعة إلى السعودية وتنقل ما بين 1974 و1980 في أكثر من 10 وظائف، اكتسب خلالها الخبرات، خاصة من خلال عمله مديرا عاما لأحد المخابز والفنادق، ثم أسس بعدها شركة بنده وكان يملك الجزء الأكبر من أسهم شركة هرفي للأغذية عبر شركة "بندة"، وكان أول مطعم في حي الملز بالعاصمة الرياض، وفي العام 1993 شارك الأمير الوليد بن طلال، في شركة هرفي، ما ساهم في توسع أعمالها وتحولت إلى شركة عامة ودخلت أسهمها في السوق المالية السعودية.

## وفاته
توفي في يوم الأحد 15 نوفمبر 2020 بعد صراع طويل مع المرض ودفن في مقبرة الشمال بالرياض.